# Dalea lamprostachya
Dalea lamprostachya är en ärtväxtart som beskrevs av Rupert Charles Barneby. Dalea lamprostachya ingår i släktet Dalea, och familjen ärtväxter. Inga underarter finns listade i Catalogue of Life.